# Réglementation de la Formule 1 2004
Cette page présente les points les plus importants des règlements sportifs et techniques de la saison 2004 de Formule 1.

## Règlement sportif (nouveautés en caractères gras)
- Attribution des points selon le barème 10 (1er), 8 (2e), 6 (3e), 5 (4e), 4 (5e), 3 (6e), 2 (7e), 1 (8e) et tous les résultats comptent.
- Chaque Grand Prix a une distance prévue de 305 km (plus la fin du dernier tour), mais ne doit pas excéder deux heures en temps. (Exception : GP de Monaco prévu pour 260 km environ). La distance est réduite d'un tour si la procédure de départ est interrompue par un pilote en difficulté (cas du GP d'Allemagne).
- Essais libres pour toutes les écuries le vendredi de 11 h 0 à 12 h 0 et de 14 h 0 à 15 h 0.
- À l'exception des quatre écuries classées en tête du championnat écoulé, toutes les équipes peuvent aligner une troisième monoplace lors des essais libres du vendredi sous réserve que le pilote d'essais n'ait pas disputé plus de six GP au cours des deux saisons écoulées.
- Essais libres pour toutes les écuries le samedi de 10 h 0 à 10 h 45 et de 11 h 15 à 12 h 0.
- Samedi : une seule séance d'essais qualificatifs, scindée en deux sessions d'une heure espacées de deux minutes. Les pilotes s'élancent un à un, dans l'ordre d'arrivée de la course précédente, pour une série de trois tours (lancement depuis les stands, chronométrage sur un tour de piste lancé et décélération pour retour aux stands). Lors de la seconde session, les pilotes s'élancent à nouveau un à un, mais dans l'ordre inverse des temps réalisés en première session (le pilote le plus rapide en Q1 s'élance en dernier en Q2), pour une série de trois tours (lancement depuis les stands, chronométrage sur un tour de piste lancé et décélération pour retour aux stands).
- Toute monoplace ne réalisant pas de temps chronométré en Q1 ne peut participer à la session Q2.
- Plus de « mulet ».
- Tout pilote dont le temps de qualification dépasse de 7 % le temps de la pole position ne sera pas autorisé à prendre le départ (sauf sur décision des commissaires sportifs prise en raison de conditions exceptionnelles ayant empêché le concurrent de défendre ses chances).
- La vitesse dans les stands est limité à 60 km/h lors des essais et 80 km/h en course, sauf au GP de Monaco, 60 km/h en permanence.
- Monoplaces placées en parc fermé dès la fin des essais qualificatifs jusqu'au départ du GP.
- Le moteur monté sur la monoplace pour la première séance d'essais ne pourra plus être changé ni pour une autre séance d'essai, ni pour la course. si le moteur est changé, le pilote écope d'une pénalité de dix places sur la grille de départ.

- Les qualités de gommes disponibles à chaque GP sont libres.
- Quota de pneus alloué par week-end : 44 pneus « sec », 28  « pluie ».
- Chaque pilote doit choisir avant le début des qualifications la qualité des pneus qu'il utilisera à la fois en qualification puis en course.
- Si un pilote écope d'un stop-and-go de 10 secondes dans les 5 derniers tours de course, il n'a plus à effectuer la peine qui sera convertie en une pénalité de 25 secondes venant s'ajouter à son temps de course total.
- Interdiction des consignes d'équipe visant à interférer avec le résultat de la course.

## Règlement technique (nouveautés en caractères gras)

### Moteur
- Moteur atmosphérique quatre temps, architecture V10 de 3 000 cm3 de cylindrée.
- Moteur unique pour toute la durée du week-end de course.
- Pistons de section circulaire obligatoires.
- 5 soupapes par cylindre au maximum.

### Transmission
- Boîte de vitesses de 4 à 7 rapports obligatoire.
- Marche arrière obligatoire.
- Transmission aux roues arrière exclusivement.
- Interdiction des systèmes d'antipatinage.
- Interdiction des boîtes de vitesses entièrement automatiques (système de changement semi-automatique autorisé).
- Interdiction des systèmes de contrôle de traction.
- Interdiction des systèmes d'antiblocage des roues.
- Interdiction des systèmes électroniques de départ automatisé (lauch control).
- Interdiction des systèmes d'assistance de direction.

### Télémétrie
- Interdiction de brouillage des émissions radio entre équipe et pilote.
- Interdiction des systèmes de télémétrie dans les sens stand-voiture et voiture-stand.

### Carburant et fluides
- Carburant élaboré à partir des composants de base du carburant du commerce (norme Eurosuper).
- Réservoir de carburant souple, increvable avec canalisations auto-obturantes.
- Système obligatoire de trop-plein d'huile dans l'admission d'air.

### Structure de la monoplace
- Poids minimum de la monoplace, pilote compris : 600 kg.
- Hauteur et largeur minimales intérieures de la coque : 300 mm à la hauteur des roues avant.
- Distance minimale entre le haut du casque du pilote et le haut de l'arceau fixé à 70 mm.
- Rembourrage de 2,5 cm d'épaisseur autour des jambes du pilote.
- Baquet solidaire du pilote avec fixations standardisées.
- Système HANS (Head And Neck Support) obligatoire. En carbone et solidaire du casque, il est destiné à protéger les vertèbres cervicales en cas de coup du lapin.
- Structure d'absorption de choc arrière renforcée.
- Largeur hors-tout de la monoplace : 1,80 m.
- Largeur maximale au niveau de l'aileron avant : 140 cm.
- Largeur maximale au niveau des roues arrière : 100 cm.
- Hauteur de l'aileron arrière : 100 cm maximum.
- Deux profilés maximum sur l'aileron arrière au lieu de trois.
- Augmentation de la taille du capot moteur.
- Longueur de la voiture en arrière de l'axe des roues arrière : 50 cm.
- Longueur de la voiture en avant de l'axe des roues avant : 120 cm.
- Pas de longueur maximale ou minimale imposée de la monoplace.

### Freins
- Double circuit de freinage obligatoire.
- Étriers de freins en aluminium à 6 pistons au maximum.
- Épaisseur des disques limitée à 28 mm, diamètre limité à 278 mm.

### Roues
- Largeur maximale de la roue complète de 380 mm à l'arrière et 255 mm à l'avant.
- Diamètre de la roue complète de 660 mm.
- Rainurage obligatoire des pneus : quatre stries à l'avant comme à l'arrière.
- Stries de 2,5 mm de profondeur, 14 mm de largeur en surface et 10 mm au fond de la gorge.
- Système de retenue des roues par deux câbles.